# Gama lepichaeta
Gama lepichaeta är en skalbaggsart som beskrevs av Moser 1919. Gama lepichaeta ingår i släktet Gama och familjen Melolonthidae. Inga underarter finns listade i Catalogue of Life.